# Maxime-Léopold Zollner de Medeiros
Maxime Zollner dit Maxime-Léopold Zollner de Medeiros (né le 4 octobre 1934 à Porto-Novo, dans la colonie du Dahomey, et mort le 15 avril 2014 à Cotonou, au Bénin) est un diplomate béninois qui fut, notamment, secrétaire général de l'Union africaine et malgache de coopération économique en 1963-1964.

## Biographie
Fils de Philippe Zollner et de Candida de Medeiros, Maxime-Léopold Zollner de Medeiros descend, par son père, d'un marchand allemand établi à Porto-Novo à la fin du XIXe siècle et, par sa mère, de l'aristocrate portugais Francisco José de Medeiros (1817-1875).
Il suit des études brillantes, qui le mènent du lycée Béhanzin de Porto-Novo, au lycée Louis-le-Grand puis à l'Institut des hautes études internationales et enfin à l'École nationale de la France d'outre-mer de Paris. Il réalise alors une thèse intitulée Le palmier à huile dans la vie rurale du Sud-Dahomey.
Rentré au Dahomey après l'indépendance du pays en 1960, Maxime-Léopold Zollner de Medeiros intègre le ministère des Affaires étrangères. Nommé délégué à l'Assemblée Générale des Nations Unies, il participe aux Commissions d'enquête sur la situation en Nouvelle-Guinée puis au Congo-Léopoldville (1962). Élu secrétaire-général de l'Union africaine et malgache en 1963-1964, il est finalement nommé ambassadeur du Dahomey (en) aux États-Unis entre 1966 et 1971.
Après le coup d'État de Mathieu Kérékou en 1972 et la mise en place subséquente de la République populaire du Bénin en 1975, Maxime-Léopold Zollner de Medeiros s'éloigne de la vie publique et se retire en Suisse. Quelques années plus tard, il prend cependant la charge de Directeur mondial des Programmes d'Assistance du Haut Commissariat des Nations unies pour les réfugiés à Genève (1980-1987). Par la suite, il sert comme Directeur Représentant Régional du HCR pour l'Afrique de l'Ouest à Dakar, au Sénégal (1987-1994). En 1993, il est par ailleurs Représentant Spécial du Secrétaire Général des Nations unies Boutros Boutros-Ghali pour le Burundi.
En 2000, Maxime-Léopold Zollner de Medeiros est candidat des États africains pour le poste de Haut commissaire des Nations unies pour les réfugiés, sans succès,.
Il meurt au Centre National Universitaire Hospitalier de Cotonou, le 15 avril 2014. Il avait deux enfants : Philippe-Charles et Patricia-Candida.

## Décorations
- Commandeur de l'ordre national du Mérite de Mauritanie (1961).
- Chevalier de l'ordre national du Dahomey (1970)[11].
- Commandeur de l'ordre national du Lion du Sénégal (1994).
- Grand officier de l'ordre national du Bénin (2000)[12].
- Récipiendaire de la Médaille d'Argent de la Paix de la Fondation américaine Franklin Mint (1967 et 1969).